# Institut finlandais des sports
L'institut finlandais des sports (finnois : Suomen urheiluopisto) est un centre de loisirs, de sports, d'éducation et d'entraînement sportif situé  dans le village de Vierumäki à Heinola en Finlande.

## Architecture
Le bâtiment principal de l'institut sportif a été construit en 1933-1936 selon les plans d'Erik Bryggman.
Le président de la République, Kyösti Kallio, a pris la parole à l'occasion de l'inauguration du centre le 13 juin 1937.
Situé au point culminant du parc, l'architecture de l'édifice combine l'architecture fonctionnaliste, l'Art nouveau, le  style romantique national et des influences de l'architecture orientale. 
En 2009, la Direction des musées de Finlande a classé l'institut parmi les sites culturels construits d'intérêt national en Finlande et l'organisation internationale DoCoMoMo la répertorie parmi les œuvres phares de l'architecture finlandaise moderne.

### Directeurs
- 1927-1939 Akseli Kaskela
- 1939-1949 Kustaa Levälahti
- 1949-1955 Esko Palmio[3]
- 1955-1976 Tauno Juurtola
- 1976-2006 Tapani Ilkka
- 2006-2014 Erkka Westerlund[4],[5]
- 2014-Jukka Leivo [6]